# Paralepetopsis sasakii
Paralepetopsis sasakii is een slakkensoort uit de familie van de Neolepetopsidae. De wetenschappelijke naam van de soort is voor het eerst geldig gepubliceerd in 2009 door Warén & Bouchet.